# Henry Tate
Henry Tate, I Barón de Park Hill (Chorley, Lancashire, 11 de marzo de 1819 - Streatham Common, south London, 5 de diciembre de 1899), fue un comerciante inglés de azúcar. Además fue el promotor de la Tate Britain de Londres.

## Vida y carrera
Henry Tate nació en Chorley, en el condado de Lancashire, fue hijo de un sacerdote anglicano. Cuando tenía 13 años, se convirtió en aprendiz de tendero en Liverpool. Tras siete años de aprendizaje, fue capaz de crear su propia tienda. El negocio fue todo un éxito, y creó una cadena de tiendas con sólo 35 años.
En 1859 Tate se convirtió en socio de John Wright & Co., que era una refinería de azúcar, y vendió su negocio de ultramarinos en 1861. Para 1869 había tomado el control de la compañía de la que era socio y la rebautizó como Henry Tate & Sons. En 1872 adquirió la patente Langen, para hacer terrones de azúcar, y en ese mismo año construyó una nueva refinería en Liverpool.
Tate rápidamente se hizo millonario e hizo generosas donaciones a la caridad. En 1889 donó su colección de 65 pinturas contemporáneas al gobierno con la condición de que les proporcionasen una galería adecuada donde exponerse, para lo que donó 80.000 libras. La Galería Nacional de Arte Británico, más conocida como Tate Britain, abrió el 21 de julio de 1897, donde antes estuvo la Millbank Prison. Rehusó en varias ocasiones ser nombrado caballero, hasta que le dijeron que si lo volvía a hacer sería considerado una falta de respeto hacia la Familia Real.
Tate hizo muchas donaciones, entre las que destacan: 42.500 £ a la Universidad de Liverpool; 35.000 £ al Bedfor College para mujeres; 10.000 £ para la biblioteca del Manchester College, en Oxford; 20.000 £ para el Hahnemann Hospìtal de Liverpool.
Tate fue nombrado baronet en 1898, un año antes de su muerte. Vivió en Park Hill, en el sur de Londres, y está enterrado en el cercano cementerio de West Norwood, cuyas puerta están frente a una biblioteca que Tate promovió.
- Datos: Q583615
- Multimedia: Henry Tate / Q583615